# Chris Capuano
Pour les articles homonymes, voir Capuano.
Christopher Frank Capuano (né le 19 août 1978 à Springfield, Massachusetts, États-Unis) est un lanceur gaucher qui a joué dans la Ligue majeure de baseball de 2003 à 2016. 
Ancien porte-couleurs des Diamondbacks de l'Arizona, des Brewers de Milwaukee, des Mets de New York, des Dodgers de Los Angeles, des Red Sox de Boston et des Yankees de New York ayant amorcé sa carrière en 2003, Chris Capuano compte une sélection au match des étoiles.

## Carrière

### Diamondbacks de l'Arizona
Chris Capuano est drafté en huitième ronde par les Diamondbacks de l'Arizona en 1999. Il fait ses débuts dans les majeures avec ce club le 4 mai 2003, un an après avoir subi une opération de type Tommy John. 
C'est comme lanceur partant qu'il remporte sa première victoire au plus haut niveau, alors qu'il limite les Padres de San Diego à un point et trois coups sûrs en sept manches, tout en retirant huit frappeurs adverses sur des prises le 9 juillet 2003. Capuano dispute neuf parties avec Arizona, cinq comme partant et quatre comme lanceur de relève, et termine son premier séjour dans les majeures avec deux victoires contre quatre défaites.
Il passe aux Brewers de Milwaukee le 1er décembre 2003 dans une transaction impliquant de nombreux joueurs, dont Craig Counsell et Lyle Overbay.

### Brewers de Milwaukee
Capuano mérite au camp d'entraînement 2004 un poste au sein de la rotation de lanceurs partants des Brewers. Il effectue 17 départs avant d'être rétrogradé en ligues mineures.
La saison 2005 est l'année où le lanceur gaucher s'impose avec Milwaukee. Il mène les ligues majeures avec 35 départs durant la campagne. Il enregistre 176 retraits sur des prises en 219 manches lancées et remporte 18 victoires. Sa moyenne de points mérités est de 3,99. Ses 18 gains constituent le plus haut total par un lanceur des Brewers depuis les 20 victoires de Teddy Higuera en 1986.
Ces performances lui valent à l'été 2006 une invitation au match des étoiles du baseball majeur comme représentant des Brewers. Il est invité à titre de remplaçant de Tom Glavine, des Braves d'Atlanta.
Capuano amorce 34 parties pour Milwaukee en 2006. Il affiche un dossier victoires-défaites négatif de 11-12 avec une moyenne de points mérités de 4,03 et 174 retraits sur des prises en 221 manches et un tiers au monticule.
Il commence la saison 2007 en remportant ses cinq premières décisions, et ce à ses sept premiers départs. Par la suite, les choses se gâtent alors que les Brewers perdent chacune des 22 autres parties lancées par Capuano. À 10 reprises durant cette mauvaise séquence, qui se poursuit jusqu'à la fin de la saison, l'offensive de Milwaukee marque deux points ou moins. Capuano termine l'année avec cinq victoires seulement, contre douze défaites.
Une seconde opération de type Tommy John, subie en mai 2008, tient le lanceur gaucher à l'écart du jeu pendant les saisons 2008 et 2009.
Il effectue un retour au jeu le 3 juin 2010, après deux années et demie d'absence. Les Brewers perdent les quatre premières parties dans lesquelles Capuano apparaît, portant à 26 matchs consécutifs la mauvaise séquence amorcée en 2007. Le 3 juillet, le gaucher est crédité de la victoire dans un gain de Milwaukee sur Saint-Louis, mettant fin à la séquence perdante. Capuano voit un premier gain porté à sa fiche après 13 revers de suite. La série noire de Capuano est l'une des pires de l'histoire des majeures.
En 24 parties jouées, dont 15 comme lanceur de relève, en 2010, Capuano présente une moyenne de points mérités de 3,95 en 66 manches lancées, avec quatre gains et quatre revers.

### Mets de New York
Le 3 janvier 2011, il signe un contrat d'un an pour 1,5 million de dollars avec les Mets de New York. Il remporte 11 victoires à son unique saison chez les Mets, mais encaisse 12 défaites et présente une moyenne de points mérités de 4,55. Le gaucher totalise 186 manches au monticule en 33 parties, dont 31 départs, et réalise un blanchissage.

### Dodgers de Los Angeles
Le 2 décembre 2011, Capuano signe un contrat de deux ans avec les Dodgers de Los Angeles.
En 2012, il est, à égalité avec plusieurs autres lanceurs, le partant qui effectue le plus de départs dans la Ligue nationale. Il débute 33 rencontres, en gagne 12 et en perd le même nombre, et présente une moyenne de points mérités de 3,72 en 198 manches et un tiers lancées.
En 2013, le gaucher des Dodgers débute 20 matchs et vient lancer en relève à 4 reprises. Sa moyenne de points mérités est à la hausse et atteint 4,26 en 105 manches et deux tiers lancées. Il remporte 4 victoires et subit 7 défaites. Pour la première fois de sa carrière, le vétéran joue en séries éliminatoires alors qu'il lance 3 manches en relève dans le 3e match de la Série de divisions contre les Braves d'Atlanta le 6 octobre et est le lanceur gagnant de cette rencontre.

### Red Sox de Boston
Le 22 février 2014, Capuano signe un contrat d'une saison avec les Red Sox de Boston. Après 28 présences en relève et 31 manches et deux tiers lancées, sa moyenne de points mérités s'élève à 4,55 et il est libéré par Boston.

### Yankees de New York
Le 4 juillet 2014, trois jours après avoir été libéré par les Red Sox, Capuano signe un contrat chez les Rockies du Colorado. Assigné aux ligues mineures, il n'a pas la chance de jouer pour les Rockies, qui le 24 juillet suivant vendent son contrat aux Yankees de New York.

### Retour à Milwaukee
Le 25 janvier 2016, Capuano signe un contrat des ligues mineures avec les Brewers de Milwaukee.